# Anita Skorgan
Anita Skorgan (Gotemburgo, Suécia, 13 de novembro de 1958-) é uma cantora e   compositora norueguesa de grande sucesso na Noruega e na Suécia.

## Vida pessoal
Foi casada com Jahn Teigen, outro cantor e compositor com muito sucesso na Noruega. Juntos tiveram uma filha, Sara Skorgan Teigen, nascida em 1984 e atualmente é uma conceituada artista na área da fotografia, tendo produzido algumas capas de álbuns musicais. 

## Carreira musical
Ela representou a  Noruega no  Festival da Eurovisão da Canção por cinco vezes, duas das quais como solista, uma em duo com Jahn Teigen, outra participando no coro de Finn Kalvik em 1981 e participou nos coros de  Jahn Teigen em 1983. No Festival Eurovisão da Canção 1977, participou com a canção "Casanova", que terminou em 14.º lugar.  Dois anos depois em Jerusalém, participou no  Festival Eurovisão da Canção 1979, com a canção  "Oliver", obtendo o 11. º lugar. Em 1981 participou no coro de Finn Kalvik na canção Aldri i livet. Em 1982, em Harrogate, na  Inglaterra, voltou a  participar no  Festival Eurovisão da Canção 1982 junto com o seu futuro marido, Jahn . Ela tocou ao piano e ambos cantaram Adieu" que acabou  em 12.º lugar. A letra da canção é uma premonição para o casal, pois  aplicar-se-ia aos dois cantores que viviam juntos,  casaram-se formalmente em 1984, tiveram uma filha,  Sara, hoje artista na área da fotografia, divorciaram-se uns anos depois (1987), mas mantiveram-se amigos. 
Anita voltou a representar a  Noruega no Festival da Eurovisão como coautora e fazendo coros  em 1988, na canção  "For vår jord" (Pela nossa Terra) que acabou em quinto lugar, cantada por   Karoline Krüger. 
En 2004 fundou a banda Queen Bees.

## Discografia
Skorgan tem sido uma cantora e compositora profícua com inúmeros álbuns e singles gravados  desde 1973 (primeiro single), com canções cantadas em norueguês e em inglês.

### Álbuns
- Til en venn' (1975)
- Du er nær meg (1976)
- Tänk på mej (1976)
- Young Girl (1977)
- Anita Skorgan (1978)
- Ingen vei tilbake (1979)
- Krama dej (1979)
- De fineste (1980)
- Pastell (1981)
- Cheek to Cheek (1983) com Jahn Teigen
- Karma (1985)
- White Magic]] (1986)
- Basic (album) (1990)
- Julenatt (1994)
- Våre beste barnesanger 4 (1998), com Odd Børretzen
- Julenatt (2000)
- Gull (2001)
- Julenatt (2008)
- Hele veien (2009)
- Adventus (Anita Skorgan-album (2010)
- På gyllen grunn (2011)
- La høsten være som den er (2013)
- Jul på orkesterplass (2015), com KORK, Sondre Bratland, Rim Banna, Solveig Slettahjell & Rikard Wolff

### Singles
- Aufschwung op. 12 nr. 2 (1973)
- I en drømmeverden/Pepperkake-konebake-sangen (1973)
- Think of Me Forever/Jolene (1976)
- Casanova/La livet svare (1977)
- Casanova/Marie (Jolene) (1977)
- Casanova/It's So Easy (1977)
- Oliver/Together (1979)
- Oliver/Il faut danser la vie (1979)
- (Tanz mit mir) Oliver/(Dance With Me) Oliver (1979)
- Mitternachtsengel/Bis morgen (1979)
- Sju ensamma kvällär/När jag vet (1979)
- Takk skal du ha/Til Ludvig (1981)
- An den Frühling/Pastell (1981)
- Tell Me/Adieu (1982), dueto com Jahn Teigen
- Friendly/Dreamers (1983), dueto com  Jahn Teigen
- Karma/Romantica (1985)
- Karma/Easily Fall/Automatic Love (1985)
- We'll Make It/Watching Eyes (1985), med Egil Eldøen
- Under Water/White Magic (1986)
- Easily Fall/Head Over Heels (1986)
- Proud to Be Your Lover/Love Isn't Easy (1990)
- Proud to Be Your Lover/Love Isn't Easy/Lost In a Dream (1990)
- Jeg elsker/Ikke bli glad i meg (1991)
- Marias guttebarn (1994)
- Sov (1996), com Jahn Teigen
- I denne julenatt (2009)
- Is It True (2011)
- The Miracle In Me/Silent Night (2011)
- Adventsnatt (2012)
- Kom heller hjem til meg (2013)
- The Miracle In Me (2015)
- Kyrie Eleison (2015)
- Himlens nåde (2016), com Rein Alexander
- Du er her (2018), com Peter Nordberg

## Cinema
Além da sua carreira musical, Skorgan, surgiu em vários filmes noruegueses como  Prima Veras saga om Olav den hellige em 1983 e Stjerner i sikte em 1997.